# Munot (Schiff, 1936)
Die Munot ist ein Passagierschiff, das ursprünglich für die Schweizerische Dampfbootgesellschaft Untersee und Rhein, heute Schweizerische Schifffahrtsgesellschaft Untersee und Rhein, gebaut wurden. Bei der Schweizerischen Schifffahrtsgesellschaft Untersee und Rhein existierte mit der Arenenberg ein Schwesterschiff der Munot. Schiffe gleicher Bauart sind außerdem die Mouette und die Cygne, die ab 1939 auf dem Neuenburgersee und dem Murtensee verkehrten.

## Geschichte

### Bau, Indienststellung und Einsatz auf dem Hochrhein
Die Munot wurde 1935 mit der Baunummer 304 von der Bodan-Werft gebaut. Der Schiffsrumpf entstand bei Gebrüder Sulzer, wurde in Romanshorn eingewassert und zum Endausbau zur Motoren- und Schiffbau GmbH Bodanwerft in Kressbronn am Bodensee geschleppt. Zusammen mit ihrem Schwesterschiff Arenenberg ersetzte die Munot die beiden Glattdeckdampfer Neptun und Schweiz. Die beiden Motorschiffe gehörten zur ersten, vom Bauhaus-Design inspirierten Generation der Dieselschiffe, die die alten Dampfschiffe der Schweizerischen Dampfbootgesellschaft ablösten.
Die Munot wurde am 20. Juni 1936 getauft. Heimathafen des Schiffes war Schaffhausen. Es wurde 60 Jahre lang auf dem Rhein zwischen Schaffhausen und Kreuzlingen eingesetzt.
Das Schiff wurde mehrmals umgebaut. 1996 wurde es an den niederländischen Reiseunternehmer Jan Hofstra verkauft. Nachfolger wurde das gleichnamige Schiff Munot aus dem Jahr 1998.

### Zustand in den Niederlanden
In den Niederlanden wurde die Munot von ihrem neuen Heimathafen Drachten aus für Ausflugsfahrten im Hafen von Rotterdam sowie auf den niederländischen Gewässern bis hinaus zu den Watteninseln verwendete. Jan Hofstra  bot auch längere Flussreisen mit der Munot an, bei denen das Gepäck mit historischen Saurer-Bussen in die Hotels transportiert wurde.
Als Jan Hofstra das Schiff übernahm, hatte er zwar nur einen niedrigen Preis zu bezahlen und erhielt als Ersatzteil für die Munot den Motor ihres bereits verschrotteten Schwesterschiffs Arenenberg. Er bekam die Auflage, das Schiff nicht auf dem Rhein zu betreiben, da die Schaffhauser Vorbesitzer dort keine Konkurrenz wollten. Dies verhinderte auch den Betrieb der Munot durch eine Interessengruppe, die sich damals gegründet hatte, um das historische Schiff in der Schweiz zu behalten.
Vom Rumpf der Munot mussten die Seitenbalkone abgeschnitten werden, um den Transport der Munot über Land nach Basel zu ermöglichen. Von dort wurde das Schiff auf dem Rhein in die Niederlande geschleppt. Die Seitenbalkone wurden anschließend nicht wieder anmontiert. Sie waren allerdings ohnehin nachträglich angebracht worden, so dass die Änderung das Schiff seinem Originalzustand wieder näherbrachte. Hofstra, der die Munot nicht umtaufte, nahm auch sonst nach Möglichkeit keine Änderungen am Schiff vor: Nach wie vor befindet sich hinter dem Zutritt der Billettschalter. Einige Stufen tiefer bugwärts befindet sich der Salon der Ersten Klasse, der in Rot gehalten ist, wohingegen die Richtung Heck gelegene Zweite Klasse in Grün gehalten wurde. Die Ausstattung der Salons war im Originalzustand erhalten, ebenso die des Führerstandes und der Dieselmotor, der von der Maschinenfabrik Sulzer stammt.
Als ein Kapitän den Bug des Schiffes beschädigte, musste das in Metall gegossene Stadtwappen, das als Bugzeichen gedient hatte, abmontiert werden. Im Jahr 2013 musste der Antriebsstrang des Schiffes ersetzt werden, nachdem die Kupplung verschlissen war: Weil das Schiff in den Niederlanden nur 8 km/h fahren darf, wurde regelmäßig die Verbindung zwischen Motor und Propeller ausgehängt, um das Tempo zu reduzieren.
Nachdem Hofstra sich aus dem Geschäft zurückgezogen und dieses einem seiner Söhne überlassen hatte, wurde die Munot zum Verkauf angeboten. Im März 2017 ging die Munot in den Besitz der SRF Shipbuilding in Harlingen über.

### Zukunftspläne
Eine Sanierung des Schiffes war nach dem Ende des Betriebs bei Hofstra unumgänglich. Ein Rückkauf durch die einstigen Eigner wurde nicht angedacht, da die Munot zu klein für die Flotte der Schweizerischen Schifffahrtsgesellschaft Untersee und Rhein ist. Schiffsliebhaber aus verschiedenen Ländern macht sich für die Erhaltung des authentischen Wasserfahrzeugs stark, denn den Dieselschiffen der ersten Generation droht die Verschrottung. „Nur noch wenige Exemplare der Zwischenkriegszeit stehen im Einsatz oder sind dem Schweißbrenner entgangen. Mit jeder weiteren Verschrottung wird die Gruppe der Zeitzeugen dieser Epoche kleiner. Eines Tages – so warnen Experten – könnte die Aufgabe dieser Schiffe ebenso bitter bereut werden, wie jene der Dampfschiffe“, schrieben im Jahr 2014 die Schaffhauser Nachrichten. Allerdings war noch 2002 in der Neuen Zürcher Zeitung zu lesen gewesen: „Ein Umschwung in der öffentlichen Meinung, der mit der um 1970 einsetzenden Sympathiewelle für die letzten Raddampfer vergleichbar wäre, ist heute allerdings nicht in Sicht. Obwohl die Dieselveteranen im Gegensatz zu den erhaltenen Dampfschiffen nicht die Spätzeit einer Epoche repräsentieren, sondern für technologie- und designgeschichtliche Innovation stehen, kam Protest gegen die Ausmusterung alter Einheiten – wenn er überhaupt hörbar wurde – meist zu spät.“
Im Frühjahr 2016 wurde die Idee diskutiert, die Munot auf dem Gelände ihrer einstigen Bauwerft in die dortige Ausstellung zur Werftgeschichte zu integrieren. Sponsoren dafür waren damals aber nicht gefunden.

### Verkauf nach Tschechien
Ein Jahr später wurde die Munot dann an SRF Shipbuilding verkauft, eine Werft, die auf die Restaurierung historischer Schiffe spezialisiert ist. Diese scheint die Restaurierung jedoch nicht in Angriff genommen zu haben, denn das Schiff stand bald darauf wieder zum Verkauf. 2018 ging die Munot in den Besitz von Lucie Erbanová und Petr Šrámek über, die es nach Pasohlávky überführen ließen. Die Munot ist nach einer Sanierung auf dem Novomlýnská-Stausee im Kursverkehr im Einsatz.

## Namensgebung
Das Schiff ist nach der historischen Schaffhauser Festungsanlage Munot benannt.